# Bastian Dörenkämper
Bastian Philipp Dörenkämper (Lingen, 10 september 1982) is een Duits voormalig handballer. 

## Biografie
In 2006 verruilde Dörenkämper HSG Nordhorn voor BFC omdat hij ging studeren aan de Universiteit Maastricht. Na één seizoen bij BFC ging Dörenkämper naar Volendam. Met Volendam weet Dörenkämper veel prijzen te pakken, zo werd er drie keer het landskampioenschap en de beker, twee keer de supercup, en drie keer de Beneluxliga gewonnen. In 2012 stopt Dörenkämper zijn actieve spelerscarrière.
Sinds april 2018 is hij co-owner van het handbalplatform Handbal Inside.